# Купер, Барри (музыковед)
Ба́рри Ку́пер (род. 1949, Уэстклифф-он-Си) — британский музыковед, крупный специалист по творчеству Людвига ван Бетховена.

## Биография
Окончил Оксфордский университет. Автор ряда органных и хоровых сочинений. Преподавал в Абердинском университете, с 1990 года профессор Манчестерского университета.
С начала 1980-х годов работал с черновиками и рукописями Бетховена, обобщив свои наблюдения в книгах «Бетховен и творческий процесс» (англ. Beethoven and the Creative Process; 1990) и «Бетховенский компендиум» (англ. The Beethoven Compendium; 1991). Наибольший резонанс, однако, вызвали изыскания Купера, связанные с так называемой Десятой симфонией Бетховена: по утверждению Купера, ему удалось идентифицировать среди позднейших черновиков Бетховена наброски к новой симфонии (о намерении Бетховена приступить к новой симфонии было известно из переписки композитора). Итогом пятилетней работы Купера стала завершённая партитура 15-минутного сочинения, впервые исполненного 17 октября 1988 г. Ливерпульским филармоническим оркестром под управлением Вальтера Веллера; в дальнейшем Купер расширил и дополнил сочинение.